# Rogaška Slatina

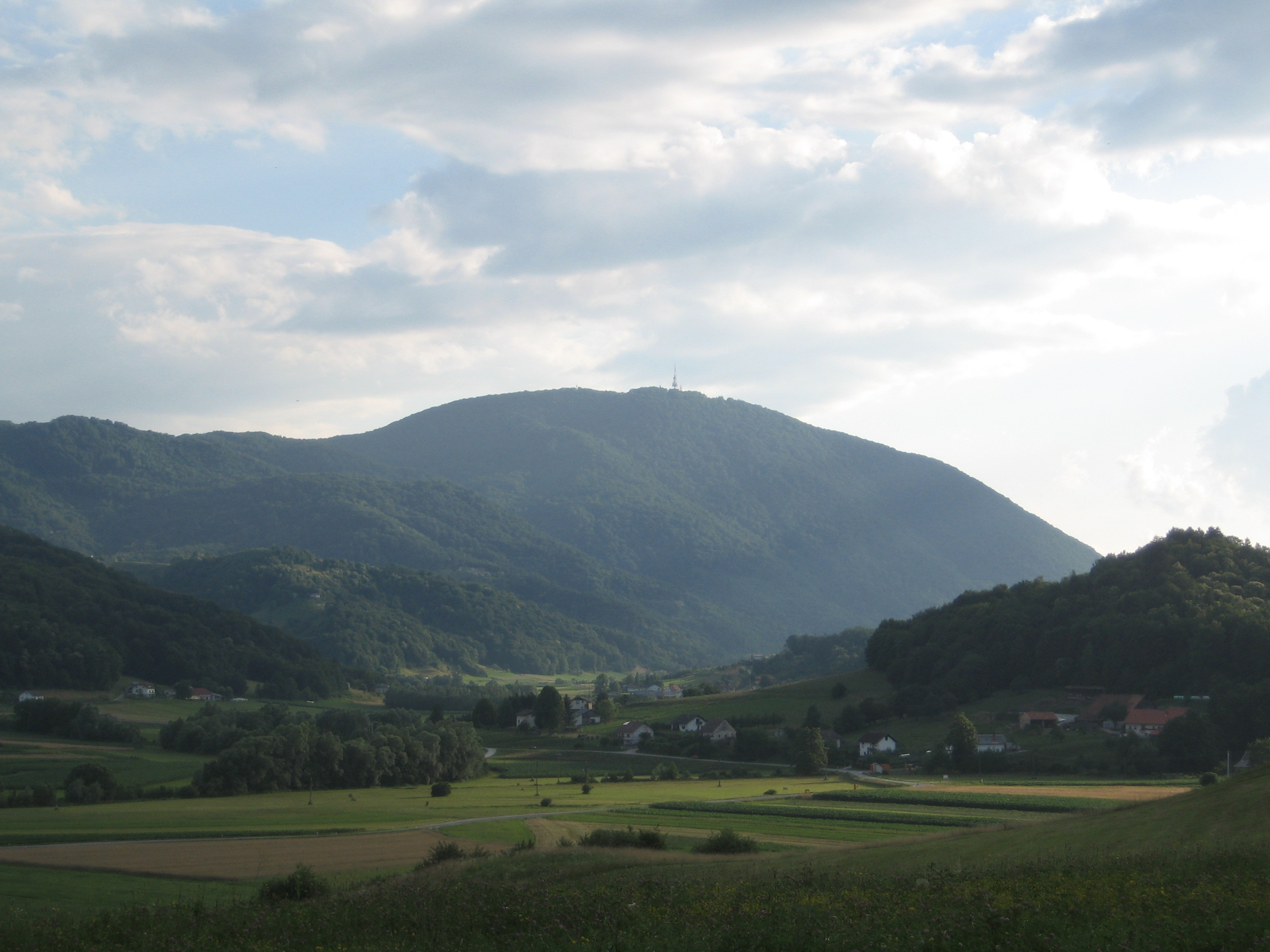
Berget Boč.

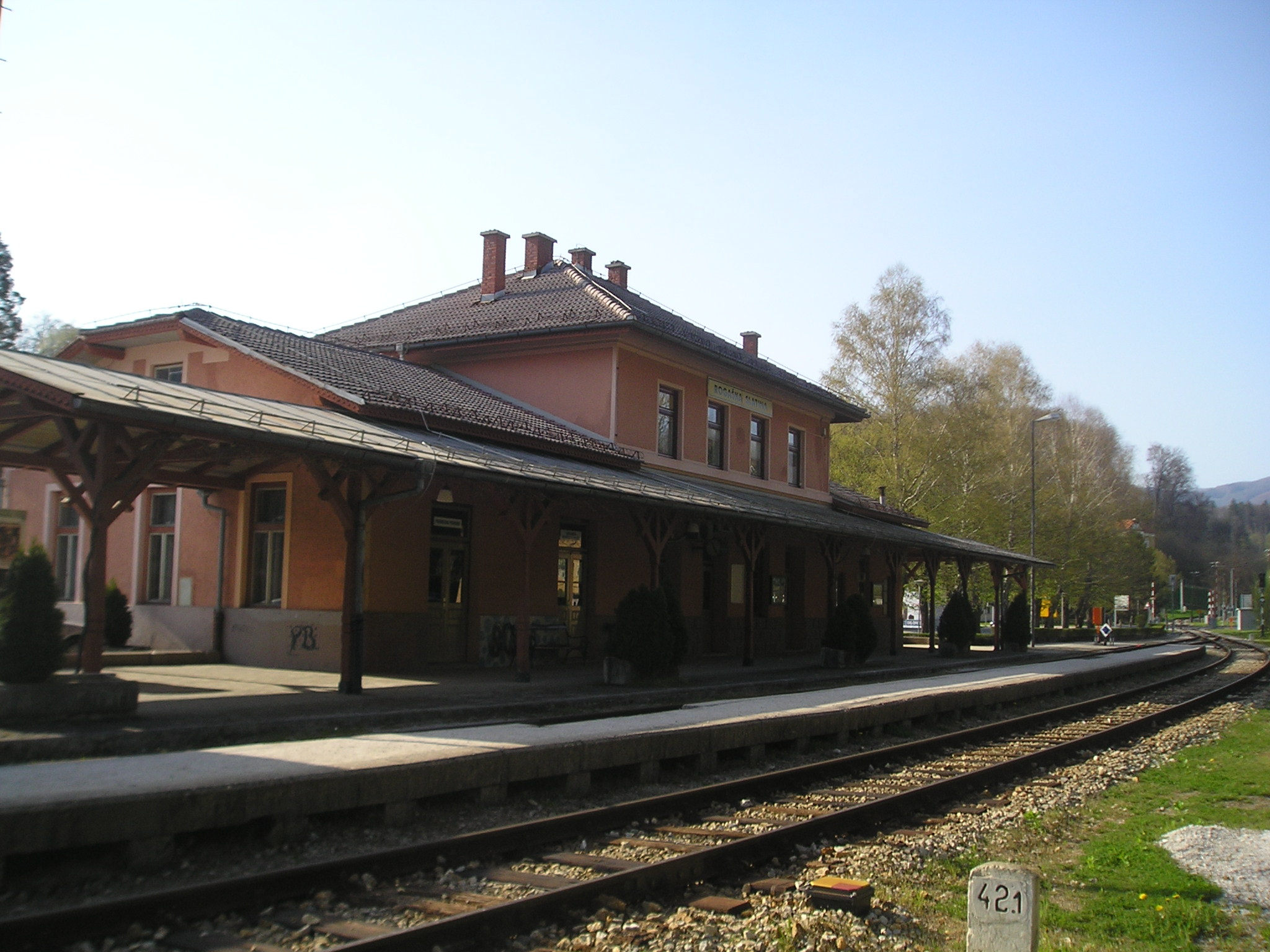
Järnvägsstationen i Rogaška Slatina.

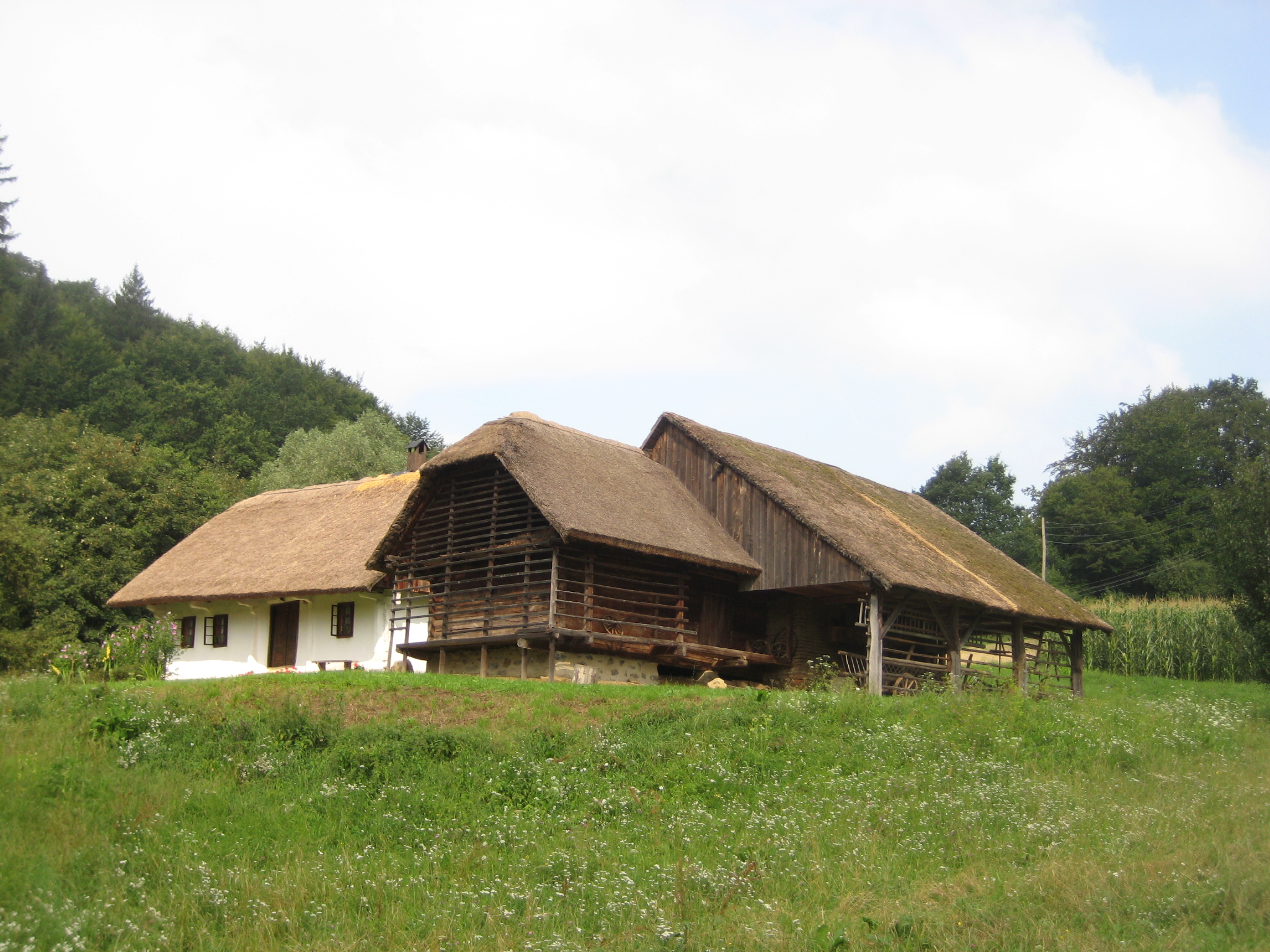
Bondgården Junež.

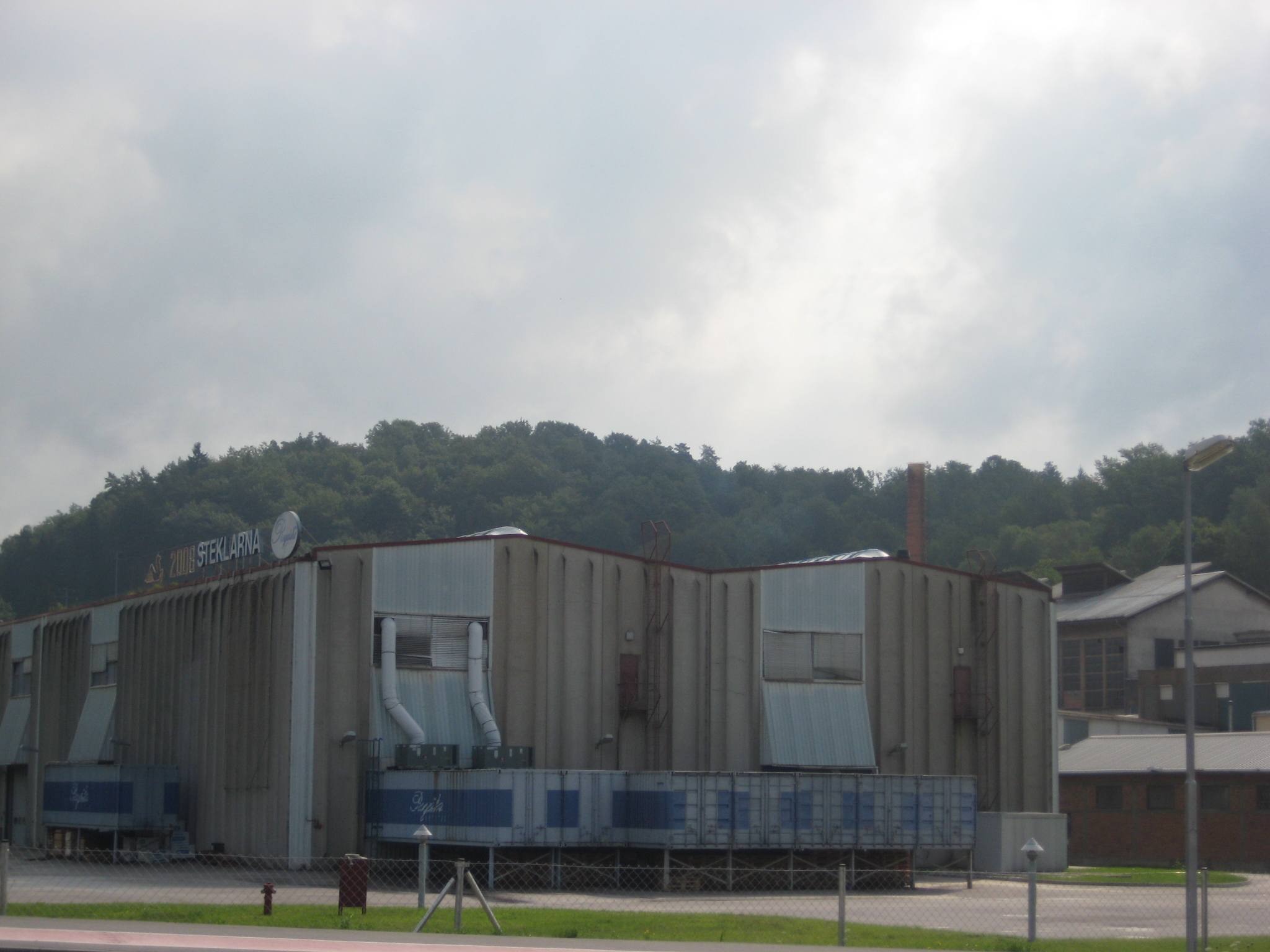
Glasbruket Rogaška.

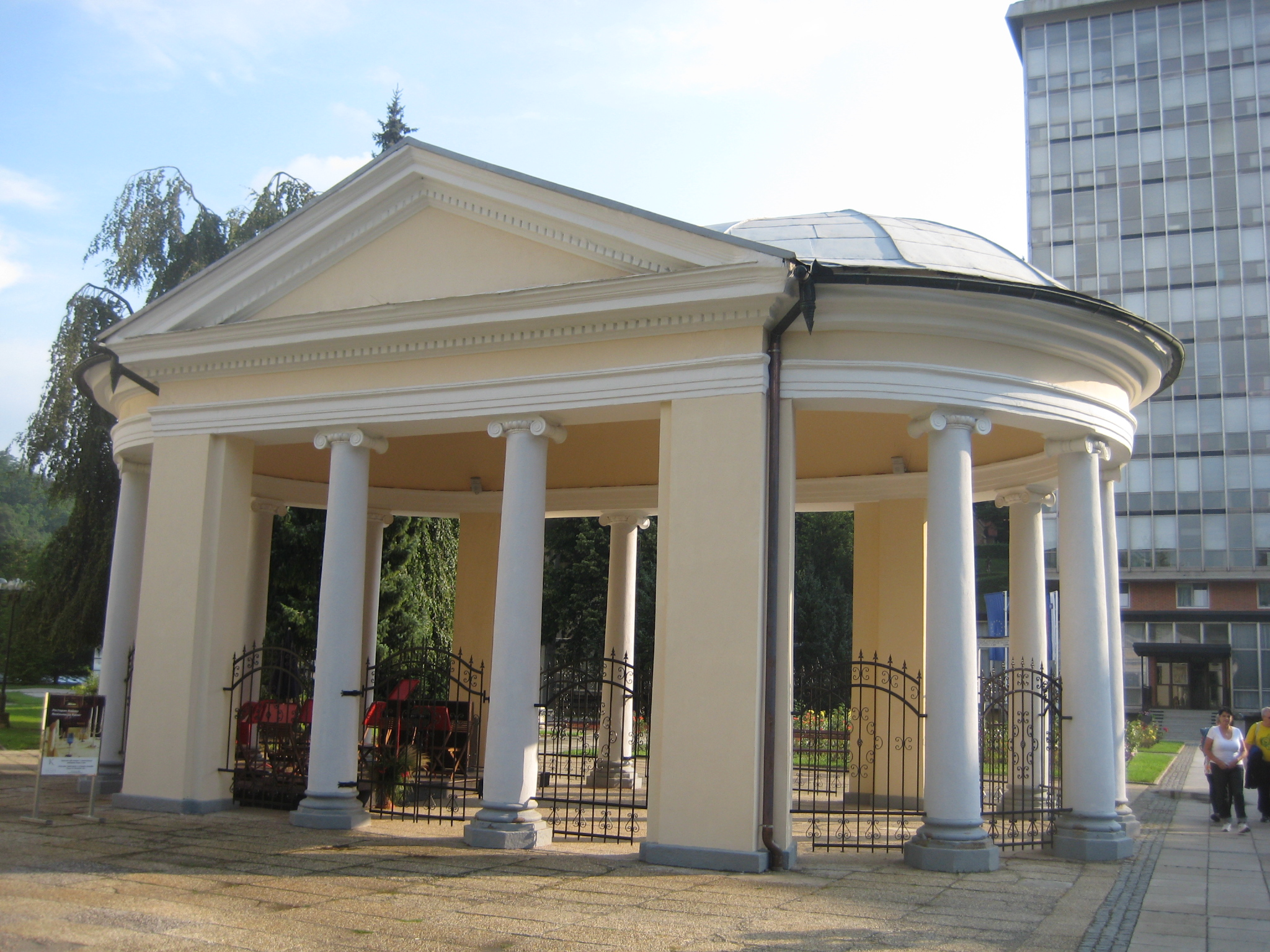
Rogaška Slatina.

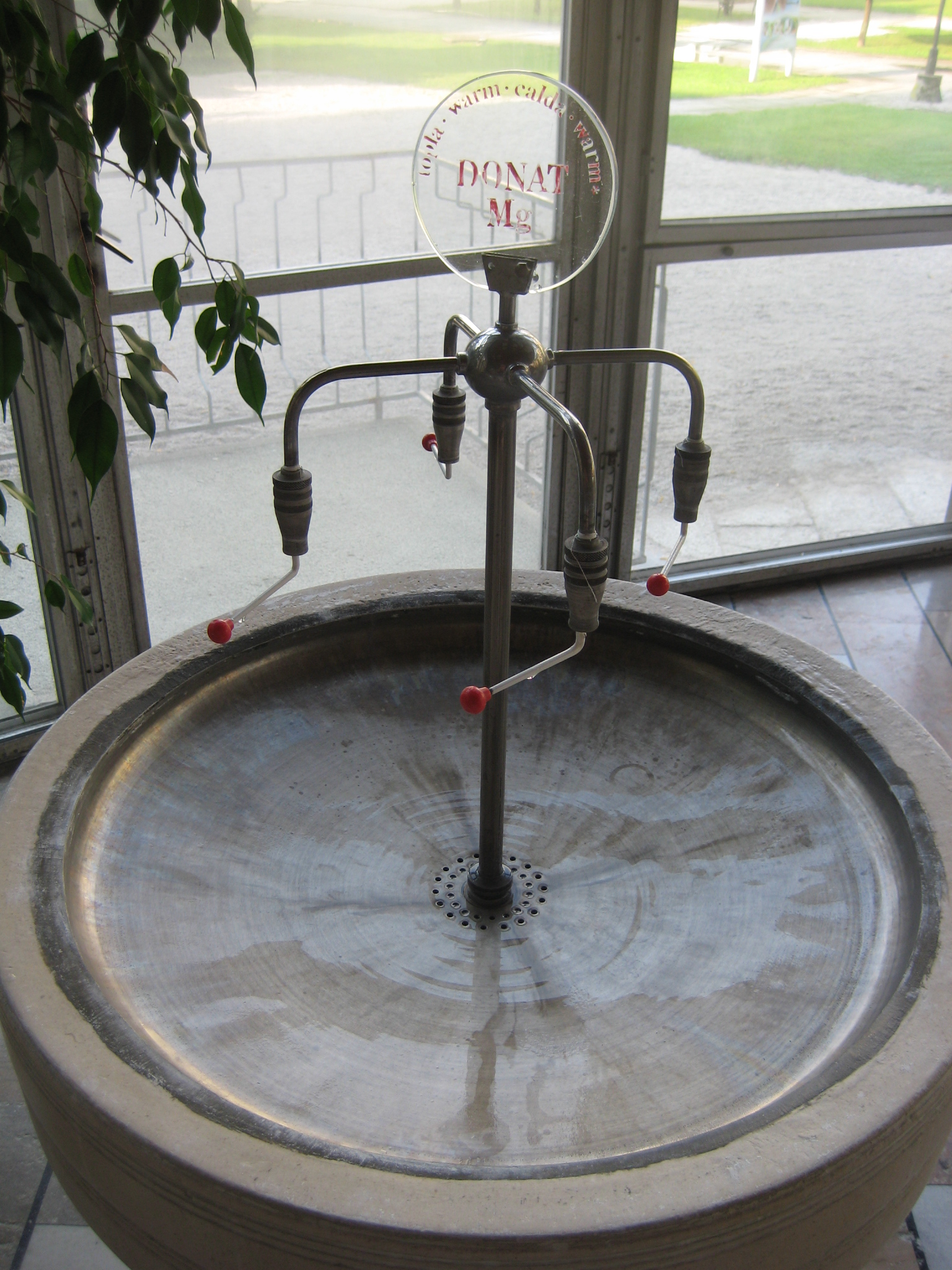
Donat Mg mineralvatten.

Rogaška Slatina är en kommun i östra Slovenien som är känd för sin hälsobrunn som är bland de äldsta i Europa och finns i samhället Rogaška Slatina, där även glasbruket Rogaška finns.

## Allmänt
I området finns tre dalar som är omgivna av bland andra bergen Boč (980 m ö.h), Plešivec (832 m ö.h) och Donačka gora (883 m ö.h). Kommunen är belägen längs två vattendrag, Ratanski och Irski potok, som båda rinner ut i floden Ložnica.
Kommunens area är 72 km² och till ytan hamnar den på 100 plats bland Sloveniens kommuner. Sedan 1994 är Rogaška Slatina huvudort och nästan hälften av kommunens befolkning, som år 2008 var cirka 11 100 invånare, bodde där. Till antalet invånare hamnade kommunen på plats 49 bland Sloveniens kommuner. År 2008 bodde det cirka 155 invånare per kvadratkilometer, vilket gör kommunen mer tätbebodd än landets genomsnitt, som är 100 invånare per kvadratkilometer. Genomsnittsåldern i kommunen var 39,8 år vilket var lite lägre än genomsnittet i Slovenien som var 41,3 år.
Till kommunens turistanläggningar anlände år 2008 cirka 50 900 turister och man hade cirka 276 400 övernattningar. Detta innebär att kommunen Rogaška Slatina står för nästan 1,8% av alla turister och för 3,3% av alla övernattningar i hela Slovenien.

### Kommunens alla 41 samhällen
| Brestovec           | Gabrovec pri Kostrivnici | Nimno      | Ratanska vas        | Strmec pri Sv. Florijanu | Vinec               |
| Brezje pri Podplatu | Gradiški Dol             | Plat       | Rjavica             | Sv. Florijan             | Zagaj pod Bočem     |
| Cerovec pod Bočem   | Irje                     | Podplat    | Rogaška Slatina     | Tekačevo                 | Zgornja Kostrivnica |
| Ceste               | Kačji Dol                | Podturn    | Spodnja Kostrivnica | Topole                   | Zgornje Negonje     |
| Čača vas            | Kamence                  | Pristavica | Spodnje Negonje     | Tržišče                  | Zgornje Sečovo      |
| Drevenik            | Kamna Gorca              | Prnek      | Spodnje Sečovo      | Tuncovec                 | Zgornji Gabrnik     |
| Gabrce              | Male Rodne               | Rajnkovec  | Spodnji Gabrnik     | Velike Rodne             |                     |

## Rogaška Slatina och Pegasos
Kommunen anordnade en öppen tävling 2001 där de ville ha förslag på ny flagga och vapen. Valet att ha Pegasos grundas på en legend som finns på ett kopparstick i Johan Benedict Gründl bok Roitschocrene från år 1687. Boken var den första vetenskapliga skriften om Rogaškas mineralvatten. På bilden ser man hur den grekiska guden Apollon kallar på Pegasos för att med sin hov slå hål och öppna Roitschocrene, det vill säga källan i Rogaška.

## Historia
I området finns det spår av bosättningar sedan romartiden. Källan Rogaška Slatina finns omnämnd redan i ett manuskript från år 1141 och användes under medeltiden för sina hälsobringade egenskaper. Den kroatiska länsherren Peter Zrinjski hävdade cirka år 1665 att han blivit botad av källan, vilket ledde till att man började sälja vattnet, och i början av 1700-talet sålde man cirka 20 000 flaskor av det i Wien. Men det var först år 1803 som Rogaška Slatina blev en kurort och den blev snart en av de mest fashionabla och populära i Europa. Området växte kraftigt mellan åren 1840 och 1860, bland annat på grund av den nya järnvägsspåret Wien-Trieste, och ett flertal kända personer åkte dit, bland andra kompositören Franz Liszt. I början av 1900-talet kom ett nytt uppsving för kurorten på grund av det nya lokala järnvägsspåret. Mellan första och andra världskriget var kurorten den mest betydelsefulla och moderna spaanläggningen och turistcentret i Kungariket Jugoslavien, eftersom den nya eliten åkte dit. Efter 1945, i och  med bildandet av det nya Jugoslavien, slutade eliten åka dit och hotellen utvecklades istället bara som hälsospa. Uppdelningen av Jugoslavien på 1990-talet gynnade området, på grund av privatiseringen som gjorde att det startades nya kaféer, affärer och hotell. Både Hotel Soča och Hotel Styria stängdes, men nu har besökarna åter stigit i antal och hotellen är åter öppna och fullbokade.
Rogaška Slatinas nuvarande mineralvatten på flaska är bland annat Donat MG, Tempel och Tiha. Donat MG (MG=magnesium) har en av de högsta mineralvärdena i världen och anses därför vara en av de finaste mineralvattnet. Den första kemiska analysen av vattnet gjordes 1573 och nya tester visar att vattnet har mer än 1 000 mg/l magnesium   och källan är ungefär 610 meter djup.

## Sevärdheter
Bondgården Junež ligger i närheten av Rogaška Slatinas hälsohem. Gården är en renoverad 1800-tals gård med traditionellt "svart" kök och med original utrustning och möbler. Huset var bebott fram till tidigt 1980-tal.
Glasbruket Rogaška (slovenska: Steklarna Rogaška) ligger i Rogaška Slatina och grundades år 1927. Det är en av de ledande producenterna av glasarbeten och har sedan 2010 ett samarbete med den amerikanske affärsmannen Donald Trump som kommer sälja deras arbeten under sitt märke i USA.
Kaktuspaviljongen i Rogaška Slatina (Paviljon kaktej Rogaška Slatina) består av mer än 5 000 kaktusar och andra suckulenter. Tidigare var förhållandena för växterna inte bra, så man har byggt ett nytt växthus och fått bidrag från EU:s INTERREG IIIA.
Naturparken Boč (slovenska: Krajinski park Boč) är ett naturområde på 960,4 hektar med ett flertal olika växtarter. Den mest kända är en backsippa (Pulsatilla grandis). Berget Boč är 979 meter högt och kan nås med bil. I området finns även ett antal gångstigar och cykelvägar. Större delen av parken har klassats som område med särskilda skydds- eller bevarandevärden och ingår i EUnätverket Natura 2000.

## Matlagning
Erpica eller Jerpica är ett sorts bröd eller pogača och en specialitet i kommunerna Rogaška Slatina och Šmarje.  Vanligtvis bakas det innan veckobaket för att stilla hungern. De  har ett flertal olika fyllningar och toppningar.